# باشگاه فوتبال لنیاگو سالوس
باشگاه فوتبال لنیاگو سالوس (انگلیسی: FC Legnago Salus) یک باشگاه فوتبال مستقر در لنیاگو، ایتالیا است که در حال حاضر در سری سی ایتالیا، سومین سطح لیگ فوتبال در این کشور به فعالیت می‌پردازد.
آن‌ها بازی‌های خانگی خود را در ورزشگاه ماریو ساندرینی، مستقر در لنیاگو انجام می‌دهند که به اندازه ۲۱۵۲ صندلی گنجایش پذیرش تماشاگر دارد.
متن زیر به فارسی رسمی ترجمه شده است:

## تاریخچه
این باشگاه در سال ۱۹۲۱ تأسیس شد و نام خود را بارها تغییر داد.
در فصل ۱۹۴۵–۴۶، باشگاه فوتبال لنیاگو سالوس در گروه خود از سری سی اول شد، اما در پلی‌آف صعود که به آن‌ها دسترسی به مسابقات سری بی را می‌داد، شکست خوردند. این باشگاه در IV Serie (که اکنون سری دی نامیده می‌شود) در سه دوره مختلف بازی کرد: از ۱۹۵۲ تا ۱۹۵۴، سپس از ۱۹۷۱ تا ۱۹۸۰، و از ۱۹۹۳ تا ۲۰۰۲.
در فصل ۱۹۷۱–۷۲ سری دی، لنیاگو فصل را در مقام دوم به پایان رساند و به پلی‌آف صعود دست یافت، اما با نتیجه ۱–۰ به باشگاه فوتبال ویژه‌وانو باخت. این مسابقه در استادیو ماریو ریگامونتی در برشا و در برابر ۷۰۰۰ تماشاگر برگزار شد.
در فصل ۱۹۹۴–۹۵، لنیاگو در مقام سوم پس از باشگاه فوتبال ترویزو ۱۹۹۳ و باشگاه فوتبال تریستیانا قرار گرفت و جیجی مانگانوئی به عنوان سرمربی فعالیت می‌کرد. در تاریخ ۳۰ نوامبر ۱۹۹۷، لنیاگو رکورد ۱۲۰۰ تماشاگر را در مسابقه مقابل باشگاه فوتبال ترنتو ۱۹۲۱ به ثبت رساند.
پس از یک دوره طولانی در سری دی، این باشگاه در سال ۲۰۰۲ به اچلنتسا و یک سال بعد به پروموزیونه سقوط کرد.
در مه ۲۰۰۳، دوران سالواتوره به پایان رسید و هیئت مدیره جدیدی با فرانکو پسارین به عنوان رئیس و پیرلوئیجی برتلی به عنوان نایب رئیس، مدیریت باشگاه را بر عهده گرفت. اولین مربی در دوره جدید، که با لیگ ۲۰۰۳–۲۰۰۴ روبه‌رو شد، کلودیو کارولی بود که در پایان لیگ جای خود را به دانته تاماگنینی داد که به مقام نهم جدول رده‌بندی رسید. در ۱۱ سپتامبر ۲۰۰۳ ورزشگاه جدید سرپوشیده با بازی دوستانه لنیاگو سالوس در تقابل با باشگاه فوتبال مودنا افتتاح شد.
با فصل ۲۰۰۴–۲۰۰۵، آقای مائوریتزیو تستی روی نیمکت آمد و به مقام هشتم رسید.
در مسابقات قهرمانی ۲۰۰۵–۲۰۰۶، نتایج غیرقابل قبول منجر به اخراج تستی شد. او در نوامبر ۲۰۰۵ با هدف بازگرداندن تیم به رتبه‌های بالای جدول، جای خود را به پاتریزیو مینوزی داد. با این حال، تنها با اختلاف یک امتیاز، رتبه ششم را به‌دست‌آورد که برای بازی در پلی آف صعود کافی نبود.
در فصل ۲۰۰۶–۰۷، لنیاگو در لیگ پروموزیونه را اول شد و به اچلنتسا لومباردی صعود کرد.
بازگشت طولانی مدت به اچلنتسا برای قهرمانی ۲۰۰۷–۲۰۰۸ در میانه جدول در رده هفتم به عنوان بدترین تیم تازه صعود کرده در گروه در مقایسه با سه تیم دیگر به پایان رسید، دو تیم از آن سه تیم حتی بلافاصله به سری دی صعود کردند. برای این منظور مینوزی در طول تابستان با روبرتو ماسکی که مربی سامبونیفاسه در رده بالاتر بود جایگزین شد.
فصل ۲۰۰۸–۲۰۰۹ که با انتظارات خوبی آغاز شد، با وجود نتایج پرنوسان، همیشه تیم را در رده‌های بالای جدول دیده می‌شد، بنابراین در روزهای پایانی خود را برای کسب مقام دوم (معتبر برای بازی‌های پلی‌آف صعود) در حال مبارزه می‌دیدند.
در مسابقه مستقیم روز ماقبل آخر که با کامبک ۳–۳ به پایان رسید، لنیاگو همچنان در جریان بازی بود تا به تیم حریف برسد، دستاوردی که در روز آخر با شکست مونسلیس و پیروزی لنیاگو به دست آمد؛ بنابراین، مقام دوم به آنها اجازه داد تا بازی‌های پلی آف ملی را انجام دهند و برای بازگشت به سری دی تلاش کنند. در زمین حریف لنیاگو با نتیجه ۱–۰ شکست می‌خورد و در بازی برگشت در خانه که ۰–۰ به پایان می‌رسد، ماندگاری آنها در اچلنتسا قطعی می‌شود.
در فصل ۲۰۰۹–۱۰، لنیاگو لیگ اچلنتسا لومباردی را برنده شد و به سری دی صعود کرد.

### باشگاه فوتبال لنیاگو سالوس اس‌اس‌دی
در تاریخ ۳۰ ژوئن ۲۰۱۱، باشگاه ورزشی لنیاگو سالوس نام خود را به باشگاه فوتبال لنیاگو سالوس اس‌اس‌دی تغییر داد.
در فصل ۲۰۱۱–۱۲، این باشگاه به مرحله نیمه‌نهایی پلی‌آف صعود به سری دی راه یافت، جایی که توسط ساندوناژسولو حذف شد.
سال بعد، در فصل ۲۰۲۰–۲۰۱۹ سری دی، که در پایان فوریه به دلیل دنیاگیری کووید-۱۹ متوقف شد، به رهبری مربی ماسیمو باگاتی، لنیاگو در مقام دوم پس از کامپودارسگو قرار گرفت و به دلیل انصراف این تیم از صعود، برای سری سی پذیرفته شد.
پس از بخت به دست آمده در فصل ۲۰۲۰–۲۰۲۱، و سقوط در پایان فصل بعد، در فصل ۲۰۲۲–۲۰۲۳، لنیاگو که به هدایت ماسیمو دوناتی سپرده شده بود، قهرمان گروه سی سری دی شد و تنها پس از یک سال به حرفه ای‌ها بازگشت.